# Murales di San Bartolomeo in Galdo
I murales di San Bartolomeo in Galdo realizzati dal coordinamento dell'associazione locale Arci, denominato “Brigada Vientos del Pueblo”, sono delle opere che si rifanno ai murales cileni degli anni sessanta e settanta.
Questa manifestazione è nata nel 2010 e sono stati realizzati fino a oggi cinque murales, avente ognuno un differente tema.

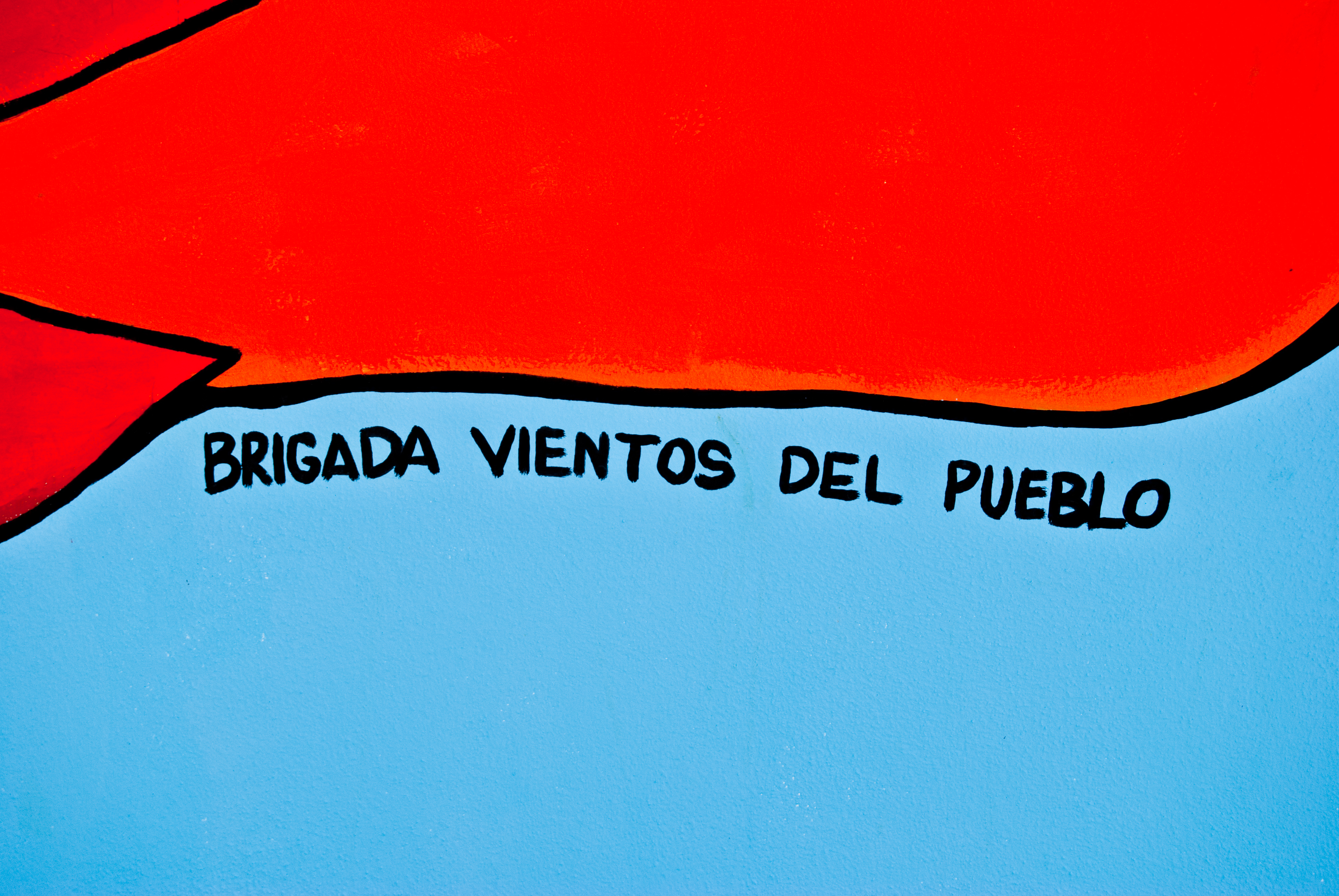
Brigada Vientos del Pueblo.

## Storia
Il comitato 'Brigada Vientos del Pueblo' nel febbraio 2010 venne in possesso del documentario del regista, giornalista, drammaturgo e intellettuale italiano Ugo Gregoretti, intitolato Vientos del Pueblo-Gli Inti-Illimani nel Sannio e nel Matese.
In questo filmato viene seguito il tour musicale del 1976 del gruppo storico degli Inti Illimani, nel Sannio e nel Matese, e viene fatta una panoramica dei paesi presenti in quelle zone (tra i quali Pontelandolfo).
In seguito, il documentario venne consegnato agli insegnanti e agli studenti del Liceo Scientifico "Enrico Medi" di San Bartolomeo in Galdo, tra cui si ricorda il prezioso impegno del professore Antonio Russo e venne fatto uno studio approfondito di quel momento storico.
L'idea della creazione di un murale nel 1976 si ebbe con il ritrovamento di alcune foto nella Sede del lavoro di San Bartolomeo in Galdo, in cui viene raffigurata la 'Marcia della Fame'. Questo episodio risale a 20 anni prima, precisamente alla Domenica delle Palme del 14 aprile 1957, quando venne organizzata una manifestazione di numerosi braccianti di San Bartolomeo in Galdo e dei paesi limitrofi, che si misero in marcia per andare a Roma per testimoniare la loro povertà sotto le finestre del Parlamento italiano. La polizia venne a sapere di questa marcia contadina e dopo pochi chilometri i braccianti vennero bloccati, picchiati e la marcia fallì. Così il fenomeno dell'emigrazione aumentò e con il passare del tempo questo episodio venne dimenticato.
Gli Inti Illimani in quegli anni erano in tour da diversi anni in Italia, non potendo rientrare in Cile a causa della dittatura di Pinochet.
Il loro tour del 1976 nel Sannio e nel Matese li portò a venire a San Bartolomeo in Galdo e venne realizzato in poche ore, nella zona del Convento Frati Minori, un murale ispirato alla 'Marcia della Fame' grazie ai componenti del gruppo.

## Descrizione

### Murale "Marcia della Fame" 1976
Questo murale possedeva le caratteristiche dei murales che nacquero nel 1969 in Cile contro la guerra del Vietnam e poi come propaganda elettorale durante la candidatura di Salvador Allende nel 1970. Nel documentario di Ugo Gregoretti, viene spiegata ogni figura del murale. All'inizio viene raffigurata la campagna con della frutta, degli ortaggi, della verdura (uva, angurie, olive, limoni, mais, grano, carote, zucchine, rape e finocchi) e poi il paese di San Bartolomeo in Galdo, con il celebre campanile della Chiesa Madre e con delle case che si trovano sopra una collina. In seguito, vi sono il sole, i campi e un contadino che sta cominciando il suo lavoro quotidiano. Poi viene raffigurata la 'Marcia della Fame' : vi sono i boschi, la pioggia, ma il popolo continua la sua marcia fino all'arrivo della polizia cha li ferma. Viene raffigurata una grande esplosione, dei missili e dei cannoni, dopo c'è un grande volto con una scritta che dice "NO", una bandiera italiana e una mano che segnala di fermarsi, per dire no alla repressione a livello mondiale. Alla fine del murale, nel verso contrario al volto, viene rappresentato un pugno, una bandiera cilena e una stella rossa che indicano di andare avanti fino alla vittoria.

### Murale "Marcia della Fame" 2010
41.414023°N 15.018118°E
Con il passare degli anni il murales del 1976 scomparve a causa della sgretolazione del muraglione e il 20 agosto 2010 venne realizzato sulla stessa struttura un murale simile. Il muralista cileno Eduardo "Mono" Carrasco decise di raffigurare la "Marcia della Fame", con immagini diverse e con al centro il volto di Víctor Jara.
Nei giorni 3 e 4 giugno 2016 le classi 3A e 3B del Liceo scientifico di San Bartolomeo in Galdo, hanno restaurato il murale.

### Murale De André "Fiume Sand Creek"
41.407812°N 15.012226°E
Il 19 agosto 2011 è stato realizzato vicino alla Chiesa del Carmine, un secondo murales sotto la direzione di Eduardo "Mono" Carrasco, avente come tema la canzone di Fabrizio De André "Fiume Sand Creek". Il murale è stato restaurato tra il 18 e il 20 agosto 2015.

### Murale Lucio Dalla "Caruso"
41.406458°N 15.013012°E
Il 17 agosto 2012 è stato realizzato vicino alla scuola secondaria di primo grado "Leonardo Bianchi", un terzo murales sotto la direzione dell'artista Salvatore Circelli, con tema la canzone di Lucio Dalla "Caruso".

### Murale Nelson Madiba Mandela: la sua storia, la sua vita, il suo sogno
41.418167°N 15.017268°E
Il 20 agosto 2013, presso l'Oasi Padre Pio, è stato creato un murale sotto la direzione artistica di Salvatore Circelli, che ha come tematica la vita di Nelson Mandela e la storia del Sudafrica durante l'Apartheid.
In questa quarta edizione, si notano nella parte sinistra del murale il numero di matricola "46664", che gli venne dato nei suoi 27 anni di prigionia e nella parte destra la citazione "It's in your hands to make the world a better place" che lui pronunciò in un discorso tenuto durante i festeggiamenti del suo novantesimo compleanno.

### Murale "Vittorio Arrigoni"
41.418058°N 15.01732°E
Il giorno 21 agosto 2014, accanto al murale di Nelson Mandela, viene realizzato un murale in omaggio all'attivista e giornalista italiano Vittorio Arrigoni.
Da notare è la chiave del ritorno, Handala: il noto personaggio del fumettista Naji al-Ali, "Restiamo Umani": la celebre frase con cui terminava gli articoli Vittorio Arrigoni e il volto dell'attivista e uomo di stato Yasser Arafat.

## Curiosità
Uno dei temi ricorrenti dalla prima edizione del 2010 è il volto del cantautore, musicista, regista teatrale e poeta cileno Víctor Jara.